# Dibriwśke (Krym)
Dibriwśke (ukr. Дібрівське; ros. Дубровское, Dubrowskoje) – wieś na Ukrainie, na Krymie, w rejonie krasnohwardijskim. W 2001 roku liczyła 898 mieszkańców.